# ماده و حافظه

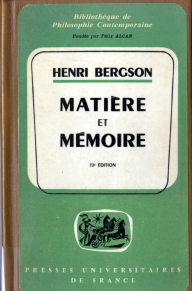
جلدی از یک نسخه فرانسوی در سال ۱۹۶۵.

ماده و حافظه (به فرانسوی: Matière et mémoire) کتابی از فیلسوف فرانسوی آنری برگسون است که در سال ۱۸۹۶ نگاشته شد. عنوان فرعی آن مقاله دربارهٔ رابطه بدن و روح (به فرانسوی: Essai sur la relation du corps à l'esprit) است. این اثر تحلیلی از مسائل فلسفی کلاسیک در مورد مسئله ذهن و جسم را ارائه می‌دهد. در این چارچوب، تجزیه و تحلیل حافظه در خدمت روشن کردن مسئله است.
ماده و حافظه در واکنش به کتاب بیماری‌های حافظه نوشته تئودول-آرماند ریبات نوشته شد که در سال ۱۸۸۱ منتشر شد. ریبات ادعا کرد که یافته‌های علم مغز ثابت کرد که حافظه در بخش خاصی از سیستم عصبی قرار دارد. در داخل مغز قرار گرفته و در نتیجه ماهیت مادی دارد. برگسون با این تقلیل روح به ماده مخالف بود. او با دفاع از موضع آشکار ضدتقلیل‌گرایانه، حافظه را ماهیتی عمیقاً معنوی می‌دانست، مغز نیاز به جهت‌دهی به کنش فعلی با درج خاطرات مرتبط را تأمین می‌کند؛ بنابراین، مغز از ماهیت عملی برخوردار است، ضایعات خاصی تمایل دارند که این عملکرد عملی را مختل کنند، اما بدون این‌که حافظه را پاک کنند. در عوض، خاطرات به سادگی «متجسم» نیستند و نمی‌توانند به هدف خود عمل کنند.

## اشکال مختلف حافظه
برگسون بین دو شکل مختلف حافظه تمایز قائل می‌شود. دسته اول شامل خاطرات مربوط به عادت، بازپخش و تکرار عمل گذشته‌است؛ که به‌طور دقیق به‌عنوان نمایان‌گر گذشته شناخته نمی‌شود، اما از آن برای هدف فعلی استفاده می‌کند. این نوع حافظه خودکار است، درون بدن حک شده و هدفی سودمند را دنبال می‌کند. برگسون یادگیری یک آیه دینی را به‌عنوان مثال می‌بیند؛ تلاوت متمایل به تکرار غیرانعکاسی و مکانیکی. مدت زمان تلاوت معمولی به سمتی منظم است و می‌توان این نوع حافظه را با دانش یا عادت عملی مقایسه کرد. «این عادت با حافظه روشن می‌شود، بیش‌تر از خود حافظه، و به‌طور دقیق.» از سوی دیگر، حافظه ناب، گذشته را در قالب «تصویر-یادآوری» ثبت می‌کند که نشان‌دهنده گذشته‌است. از نوع متفکرانه و اساساً معنوی است و رایگان است. این حافظه واقعی است. برگسون یادآوری درس و یادگیری همان آیه را مثال می‌زند؛ یعنی یک واقعیت تاریخی که قابل بازآفرینی نیست. حافظه یا یادآوری ناب این اجازه را می‌دهد که تصدیق کنیم که درسی در گذشته آموخته شده‌است، و قابل تکرار نیست و درونی بدن نیست.

## پیامدهای متافیزیکی
برگسون متافیزیک کلاسیک را به ارائه نادرست مسائل مفروض خود، و به‌دلیل مطرح کردن مسائل ثانویه به‌عنوان مسائل اصلی متهم کرد؛ بنابراین مشکل مطرح‌شده توسط برگسون به‌خوبی شناخته‌شده بود، اما او شیوه طرح آن را دوباره تعریف کرد. هر یک از چهار اثر اصلی او از یک اصل پیروی می‌کنند؛ پاسخ به یک مشکل دقیقاً مطرح‌شده. در ماده و حافظه، مسئله روح و بدن دکارت، به‌عنوان دو ماده با صفات متفاوت بیان شده‌است. تقصیر دکارت در این است که ماده و حافظه را به‌عنوان مواد یا چیزها تعریف می‌کند، بنابراین آن‌ها را به‌طور مشخص از هم جدا نمی‌کند.
برگسون روح را از بدن متمایز می‌کند، اما برخلاف فلسفه کلاسیک دکارت، این تمایز در حوزه زمانی است، نه در فضای مکانی. روح سرای گذشته‌است؛ بدن زمان حال؛ روح یا روان همیشه در گذشته لنگر انداخته و در زمان حال ساکن نیست. در گذشته اقامت کرده و در حال اندیشیدن است. آگاهی از هر چیزی به‌معنای نگاه کردن به آن از منظر گذشته، و در پرتو گذشته‌است. راضی شدن به واکنش به یک محرک بیرونی به‌معنای ناخودآگاه بودن از عمل است. وجودی در حضور محض بدن هشیاری همیشه به‌معنای تأخیر در واکنش به محرک است. فاصله زمانی همراه با آگاهی آگاهانه از این‌که روح در گذشته لنگر انداخته‌است. شخص درحالی‌که در گذشته‌است، در پرتو گذشته، با توجه به اقدام مناسبی که به سوی آینده نزدیک است، آگاه می‌شود. مفصل‌بندی زمان (گذشته، حال، آینده) از طریق اتحاد روح و بدن مکان پیدا می‌کند. هر چه روح بیش‌تر به گذشته نزول کند، بیش‌تر هوشیار می‌شود. هر چه فرد بیش‌تر به‌صورت خودکار عمل کند، در زمان حال، در حوزه زمانی بدن، بیش‌تر وجود دارد. و یکی همیشه در یک دامنه باقی می‌ماند. آگاهی واقعی مستلزم عمل متحد بدن و روح است. به عقیده برگسون، «فرد تکانشی» آگاهی خود را معلق می‌کند و در محدوده غیرانعکاسی خودکار می‌ماند.

## نقش محبت
برگسون مدعی بود که ما بدن خود را فقط «از بیرون» با ادراکات نمی‌شناسیم، بلکه «از درون» نیز با عواطف می‌شناسیم.

## علوم شناختی مدرن
به نظر می‌رسد که تحولات کنونی نظریه‌های گزینشی مدرن حافظه در علوم شناختی، نظریه‌های برگسون را تأیید می‌کند. مدل‌های انتخاب‌گرایانه رویکردهای جدید و بالقوه مفیدی را برای نظریه به‌خاطر سپردن ارائه می‌دهند. در مدل انتخاب طبیعی، این نظریه‌های گزینشی حداقل به دو جزء پردازشی نیاز دارند: دستگاهی که طیفی از نمایش‌های حافظه را تولید می‌کند و فرایند انتخابی که زیرمجموعه‌ای از آن نمایش‌ها را حفظ می‌کند. برگسون نشان می‌دهد که چگونه می‌توان تجربه ذهنی به‌خاطر سپردن را در چارچوب انتخاب‌گرایانه درک کرد.
این کتاب به‌عنوان یک کمک فلسفی بزرگ در تحلیل حافظه ناآشکار شناخته می‌شود.